# Liliom (1930)
Liliom is een Amerikaanse dramafilm uit 1930 onder regie van Frank Borzage, gebaseerd op het gelijknamige toneelstuk uit 1909 van Ferenc Molnár.

## Verhaal
Liliom houdt een draaimolen open in Boedapest. Hij verleidt de naïeve Julie en wordt daarom de laan uitgestuurd door zijn werkgeefster. Liliom doet geen moeite om een nieuwe baan te vinden. In plaats daarvan hangt hij rond met een onguur type, die hem overtuigt om een geldkoerier te overvallen.

## Rolverdeling
| Acteur           | Personage       |
| ---------------- | --------------- |
| Charles Farrell  | Liliom          |
| Rose Hobart      | Julie           |
| Estelle Taylor   | Mevrouw Muscat  |
| H.B. Warner      | Hoofdmagistraat |
| Lee Tracy        | Buzzard         |
| Walter Abel      | Timmerman       |
| Mildred Van Dorn | Marie           |
| Guinn Williams   | Hollinger       |
| Lillian Elliott  | Tante Hulda     |
| Anne Shirley     | Louise          |
| Bert Roach       | Wolf            |
| James A. Marcus  | Linzman         |
| Harvey Clark     | Beschermengel   |